# محمد حسين الطباطبائي
اَلسَّيِّدُ مُحَمَّدٌ حُسَيْنٌ بْنُ مُحَمَّدٍ بْنِ مُحَمَّدٍ حُسَيْنٍ اَلطَّبَاطَبَائِيُّ اَلْحَسَنِيُّ، المَعْرُوفُ بِـ«اَلْعَلَّامَةِ اَلطَّبَاطَبَائِيِّ» (29 ذو الحجة 1321 هـ / 17 مارس 1904 مـ - 17 محرم 1402 هـ / 15 نوفمبر 1981 مـ)، من أبرز فلاسفة وعرفاء ومفكري الشيعة في القرن العشرين. اشتهر بتفسيره المعروف بالميزان في تفسير القرآن. يوجد عنه أيضاً الكتب الفلسفية كبداية الحكمة ونهاية الحكمة وكتابه المعروف أصول الفلسفة والمذهب الواقعي الذي تصدى المطهري لشرحه والتعليق عليه. تخرج من حلقة دروس الطباطبائي الكثير من الأعلام كالمطهري والشيخ جوادي الآملي والشيخ مصباح اليزدي والبهشتي وغيرهم. وقد لعبت مناظراته مع الفيلسوف والمتخصص بالشأن الشيعي «الفرنسي هنري كاربن» دوراً مهما في إيصال الفكر الشيعي وصورة التشيع إلى المجتمع الأوربي.

## حياته وسيرته

### نسبه
هو: محمد حسين بن محمد بن محمد حسين بن علي الأصغر بن محمد تقي بن محمد بن محمد علي القاضي بن محمد صدر الدين بن يوسف النقيب بن محمد صدر الدين بن مجد الدين بن إسماعيل بن علي الأكبر بن عبد الوهاب سراج الدين بن عبد الغفار بن عماد الدين بن الحسن فخر الدين بن محمد كمال الدين بن الحسن بن علي شهاب الدين بن علي عماد الدين بن أحمد بن عماد الدين بن علي الشهاب بن محمد العالم بن أحمد الشاعر بن محمد الأصغر بن أحمد الرئيس بن إبراهيم طباطبا بن إسماعيل الديباج بن إبراهيم الغمر بن الحسن المثنى بن الحسن السبط بن علي بن أبي طالب.

### ولادته

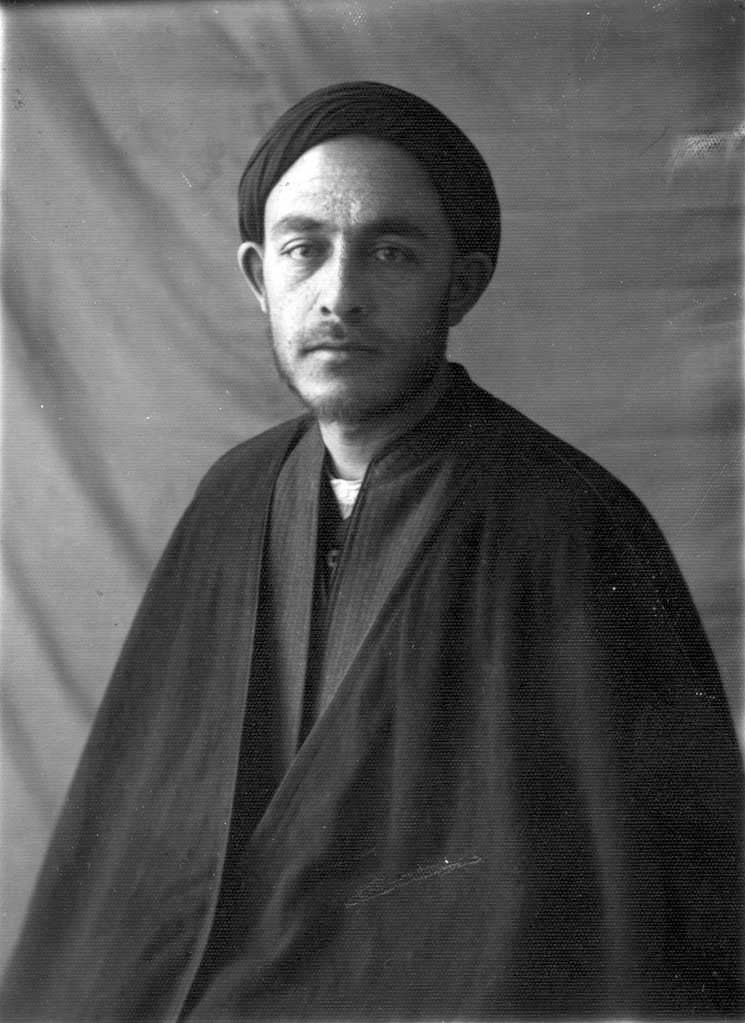
الطباطبائي في شبابه

وُلد الطباطبائي في 29 ذي الحجة 1321 هـ  | الموافق 17 مارس 1904م، في مدينة تبريز في إيران. ونشأ الطباطبائي وترعرع في أسرة عريقة بالعلم والثقافة. يتصّل نسبه إلى مير عبد الوهاب الذي تقلّد منصب «شيخ الإسلام» في أذربيجان قبل ظهور سلالة الدولة الصفوية.

### زواجه وأولاده
تزوج السيد الطباطبائي من العلوية قمر السادات مهدوي التي تنتسب هي الأخرى إلى أسرة السادة الطباطبائية. وكان لها الدور البارز في مساعدة العلامة الطباطبائي لطي رحلته التكاملية والعرفانية، وقد أنجبت له ثلاثة من الأولاد توفوا جميعا في سن الطفولة حينما كان في النجف. في تلك الفترة زار السيد القاضي الطباطبائي الذي تربطه بالسيدة قمر السادات صلة قرابة وبعد أن تحدث معهما بكلمات وعظٍ وحثٍ على الصبر قال للسيدة وهو يهم بالخروج من المنزل: سترزقون إن شاء الله ذكراً سمّوه عبد الباقي وسيسلم لكما بإذن الله تعالى، ولم يكن العلامة حتى تلك اللحظة عالما بحمل زوجته وقد صحت نبوءة السيد الطباطبائي ورزقا ولدا سمياه عبد الباقي ثم رزقا ببنت أسمياها نجمة السادات. في عام 1344 هـ توفيت العلوية قمر السادات فتزوج من السيدة منصورة روزبه.

### وفاته
توفي السيد الطباطبائي في شهر تشرين الثاني من سنة 1981 في مدينة قم وأعلن الحداد الرسمي من قبل الدولة والشعب على حد سواء، وشُيع تشيعاً مهيباً، وَورِي جثمانه بجنب قبر السيدة فاطمة بنت الإمام موسى الكاظم

## دراسته
فقد أمه وهو في الخامسة من عمره، وفقد أباه في التاسعة من عمره. ولم يكن له إلا أخ واحد، وهو محمد حسن الإلهي. وحفاظاً على حياتيهما من التداعي، تابع وصيّهما رعايتهما، واستخدم لأجل ذلك خادماً وخادمة، أشرفا بشكل مستمر على أمورهما بدقة حتى كبرا.
تعلّم في المدرسة في تبريز القرآن والأدب الفارسي والرياضيات، وتابع دراسته في الجامعة الإسلامية في تبريز حيث تعلّم الصرف والنحو وعلم المعاني وعلم البيان والفقه وعلم الأصول وعلم الكلام. ولم يترك شيئاً من العلوم الرائجة يومذاك إلاّ وقد انتهل منها حتى درس الخط واستغرق جميع ما درسه من الآداب والسطوح العالية تسع سنين ونال منها حظاً عظيماً.
سنة 1344 هـ، وبغية إكمال دراسته، انتقل الطباطبائي إلى النجف وأمضى فيها أحد عشر عاماً منشغلاً بالدراسات الفقهية والأصولية والفلسفية والعرفانية والرياضية.
وبسبب تدهور الأوضاع الاقتصادية، اضطر الطباطبائي إلى مغادرة النجف والعودة إلى مسقط رأسه تبريز حيث اشتغل بالزراعة لمدة عشر سنوات في قرية «شادباد» التبريزية. وقام خلال هذه الفترة بتأليف رسائل عرفانية وفلسفية، منها «الإنسان قبل الدنيا» و«الإنسان في الدنيا» و«الإنسان بعد الدنيا»، والرسائل الأربع وغيرها من الرسائل. وبسبب الاضطرابات التي حدثت في محافظة أذربيجان، توجّه الطباطبائي إلى قم سنة 1364 هـ، وظلّ يعيش فيها ما يقارب 35 سنة، حيث درس علم التفسير والفلسفة والعلوم العقلية. ومنذ سنة 1368 هـ، شرع بتدريس الأخلاق والعرفان، ثم قام بعدها بتدريس رسالة السير والسلوك المنسوبة للسيد بحر العلوم. وتخرّج على يده جيل كبير من أكابر الحوزة وعلمائها وهم بين مفسِّر لكتاب الله العزيز وحكيم وأخلاقي...
وفي آخر أيام حياته اختار الإقامة في دماوند طهران حيث أدخل المستشفى للمعالجة. وبعدها اشتدّ عليه المرض إلى الدرجة التي لم يعد ينفع معها العلاج الطبي فرجع إلى «قم» وتوفي فيها في الثامن والعشرين من محرّم الحرام سنة 1402 هـ.

## أساتذته
درس في «النجف» على يد أكابر العلماء، ومنهم:
-الميرزا محمد حسين النائيني (1247 - 1355 هـ) وأبو الحسن الأصفهاني (1284 - 1365 هـ) والشيخ محمد حسين الأصفهاني (1296 - 1361 هـ) والمشهور بالكمباني، ودرس عندهم الفقه والأصول.
- عبد القاسم الخونساري، ودرس عنده الرياضيات.
- الميرزا علي القاضي (1285 - 1365 هـ) وهو أستاذه الوحيد في المعارف الإلهية والأخلاق والعرفان والسير والسلوك. وكان الطباطبائي يكنّ له الاحترام والتقدير، فإذا قال «الأستاذ» عناه. وكان يُرجع إليه الفضل في الكثير من علومه وأسلوبه.
- حسين البادكوبي (1293 - 1358 هـ) وقد درس عنده «الشفاء» لابن سينا، و«تمهيد القواعد» لابن تركة و«الأسفار» و«المشاعر» لصدر المتألهين، و«المنظومة» ملا هادي السبزواري، وكتاب «أثولوجيا» لأرسطو، و«طهارة الأعراق» لابن مسكويه. وكان العلاّمة يُثني على أستاذه البادكوبي كثيراً وكان يصفه بالحكيم البارع.

## عطاؤه العلمي
كان الطباطبائي فيلسوفاً وحكيماً، وكان أستاذاً موهوباً كرّس معظم حياته لتعليم المعارف الإسلامية الحقّة. أعطى دروساً في الفلسفة في المدرسة الحجّتية في مدينة «قم»، كما أعطى دروساً في علم الفلك وتفسير القرآن الكريم، وفي الأخلاق والسير والسلوك.
كان أستاذاً في علم الهيئة القديمة إذ كان لديه اطّلاع بعلوم الجبر والمقابلة والهندسة الفضائية والهندسة المسطّحة والرياضيات الإستدلالية. كما درّس الأدب العربي وعلم المعاني وعلم البيان وعلم البديع.
أما في الفقه وعلم الأصول، فقد كان أستاذاً صاحب ذوق فقهي قريب للواقع. ورغم أهليّته للمرجعية لم يكتب رسالته العملية إذ إنه تفرّغ للعلوم الحكمية والمعارف الربانية.

## طلابه
1. محمد الحسين الحسيني الطهراني.
2. مرتضى مطهري.
3. حسين علي منتظري.
4. محمد بهشتي.
5. علي القدوسي.
6. محمد مفتح.
7. محمد رضا السعيدي.
8. حسن حسن زاده الآملي.
9. عبد الله الجوادي الآملي.
10. محمد تقي مصباح اليزدي.
11. ناصر مكارم الشيرازي.
12. مصطفى الخميني.
13. عبد الكريم الموسوي الأردبيلي.
14. محمد مرتضى العاملي
15. عبد الحميد الشربياني.
16. إبراهيم الأميني.
17. يحيى الأنصاري.
18. محمد باقر الأبطحي.
19. محمد علي الأبطحي.
20. حسين النوري.
21. مهدي الروماني.
22. علي الميانجي.
23. جلال الدين الاشتياني.
24. عز الدين الزنجاني.
25. موسى الصدر
26. الدكتور السيد حسين نصر
27. جعفر السبحاني.
28. محمد محسن الطهراني.
29. نوري الهمداني

كما كان للطباطبائي محادثات مع الأستاذ هنري كوربان الذي كان يقصده خصيصاً ثم ينشر هذه المطالب العلمية في أوروبا باللغات الأربعة: الفارسية والعربية والفرنسية والإنكليزية. وكان يشارك الأستاذ كوربان الأستاذ حسين نصر في حواراته مع العلاّمة حول نصوص عرفانية وصوفية إسلامية وكذلك مباحث ودراسات مقارنة مع التصوُّف الصيني واليوبانيشاو وإنجيل يوحنا وغيرها...

## كتبه
لقد كتب الطباطبائي في مجال الفلسفة والتفسير وتاريخ الشيعة، وخطّ العلاّمة أكثر كُتُبه في النجف. من أبرز كتاباته:

الميزان في تفسير القرآن وهو أحد أبرز مؤلفاته

1. أصول الفلسفة والمذهب الواقعي، وهو عبارة عن مجالس علميّة عقدها العلاّمة في البحث المقارن بين فلسفة الشرق والغرب. وقد نُشر في خمس مجلدات مع تعليقات وشروحات تلميذه مرتضي المطهري.
2. حاشية على كتاب «الأسفار الأربعة» لصدر الدين الشيرازي، والذي درّسه رغم الصعوبات التي واجهته أثناء تدريسه.
3. بداية الحكمة، وهو كتاب ألّفه للمبتدئين في دراسة الفلسفة.
4. نهاية الحكمة، وهو كتاب دراسي جامع للمسائل الفلسفية.
5. الرسائل التوحيدية، وهي رسائل ثلاث في طبيعة الإنسان قبل الدنيا، وفي الدنيا وبعد الدنيا.
6. الرسائل السبع، وهو مجموعة تحتوي على رسائل فلسفية وهي البرهان، المغالطة، التركيب، التحليل، الاعتباريات، المنامات والنبوات، القوة والفعل.
7. الشيعة في الإسلام، تُرجم إلى الإنجليزيّة من قبل حسين نصر تحت عنوان Shi'ite in Islam بمساعدة وليام شيتيك.
8. ومن أهم أعماله ذات القيمة العالية وتُعتبر زبدة وخلاصة دراساته القرآنية «الميزان في تفسير القرآن» في عشرين مجلداً. وقد ترجم إلى الفارسية وإلى لغات أخرى. وقد تم تأليفه في عشرين مجلدا بدأ في كتابة هذا التفسير سنة 1374 هجرية وأنهاه في ليلة القدر 23 رمضان 1392 هجرية وقد سار في خط واحد وجمع بين كتابة هذا التفسير وبين تدريسه لطلاب الحوزة العلمية في مدينة قم.

وله أكثر من أربع وأربعين عنواناً، أبرزها بالإضافة إلى ما ذُكر:
1. حاشية الكفاية.
2. رسالة الولاية.
3. رسالة التشيُّع.
4. رسالة محمد في المنهج الإسلامي.
5. تعليقة على كتاب أصول الكافي.
6. رسالة في العشق.
7. رسالة في الحكومة الإسلامية.
8. الوحي.
9. رسالة في الصفات.
10. رسالة في البرهان.
11. علي والفلسفة الإلهية.
12. القرآن في الإسلام.
13. أصول العقائد.
14. أصول الفلسفة المادية.
15. تعليقة على كتاب الأصول.
16. سنن النبي.

كما أنّ له كتابات شعرية في اللغة الفارسية والعربية.

## منهجه العلمي والتفسيري
لقد كان مفكِّراً وفيلسوفاً وحكيماً متألِّهاً، لم يكن ليمرّ على المطالب العلمية بسهولة، فإذا لم يصل إلى عمق المطلب ويكشف جميع جوانبه لم يكن يرفع عنه أبداً، إذ كان ميّالاً بفطرته إلى التفكير في المسائل الكليّة العائدة إلى الكون وقوانينه، فأحاط بالمناهج الفلسفية المختلفة.
لم يكن يخرج عن دائرة البرهان في الأبحاث الفلسفية، ولم يخلط بين المسائل الفلسفية والمسائل الشهودية والعرفانية والذوقية.
كان يحرص كثيراً أن ينحصر البحث في كل فرع من العلوم حول مسائل ذلك العلم وموضوعاته وأحكامه دون الخلط بين العلوم.
كان الطباطبائي مفكراً كبيراً وكان لتفكيره أبعاد مختلفة، في التفسير والفلسفة كما في العرفان والأخلاق. وبلغ القمة في دراسة العرفان النظري ولكنّه ضمّ إليه العرفان العملي بتهذيب النفس والتقوى. فكان جامعاً بين العلم والعمل، فقد كان ضليعاً بالعلوم النظرية في الوقت نفسه الذي كان حريصاً على مراقبة نفسه وتربية طلابه.
أما بالنسبة لمنهجه التفسيري، فقد اعتمد منهج تفسير الآيات بالآيات، فجعل أساس تفكيره رفع إبهام القرآن بالقرآن. وقد صرّح أن هذا الأسلوب هو أسلوب أستاذه الميرزا علي القاضي. وكان الطباطبائي بعدما ينتهي من تفسير الآيات يعقبها ببحوث اجتماعية وفلسفية وأخلاقية وتاريخية. وقد خدم تفسير «الميزان» الحديث، فعرض قسماً من الأحاديث الواردة حول الآيات على القرآن الكريم وفصل الموافق عن المخالف.
وقد حظي الطباطبائي بمنزلةٍ رفيعةٍ عند كثير من علماء عصره ومراجعه، لا سيما البروجردي، مرجع الطائفة آنذاك، الذي كان يشيد بتفسير الميزان ويحرص على قراءة أجزائه التي تُطبع تباعاً.

## تأثره بصدر الدين الشيرازي
كان يرى فلسفة صدر الدين الشيرازي أقرب للواقع، وكان يقدّر خدمته لعالم العلم والفلسفة غاية التقدير، وكان معجباً جداً به وبمنهجه الفلسفي وبالإتيان بأسلوب جديد وحديث كأصالة الوجود وتشكيكه وإيجاد مسائل جديدة كقضية إمكان الأشرف واتحاد العاقل والمعقول والحركة الجوهرية والحدوث الزماني وقضية بسيط الحقيقة كل الأشياء ونظائرها.
كان الطباطبائي يشيد بصدر الدين الشيرازي كثيراً لأنه جمع بين الفلسفة الفكرية الذهنية والإشراق الباطني والشهود الباطني وطبّقهما على الشرع الأنور.
وكان يعتقد أن صدر المتألهين قد أخرج الفلسفة من الضياع والاندراس ونفخ فيها روحاً جديدة. وكان يمدح طريقته في تصفية السير والباطن والرياضيات الشرعية.

## الذوق الأدبي والحس الشعري
للعلَّامة اطلاع واسع في اللغة الفارسية وأدبها، وقد نظم الشعر بالفارسية وله نتاج شعري كثير قام العلامة نفسه بإتلافه إبّان حياته ولم يبق منه إلا بعض القصائد المعروفة تم نشرها في المجلات العلمية المختلفة وقد نشرت في مجموعة تحمل عنوان «مهر أفروخته».

## وفاته
توفي الطباطبائي في 18 محرّم 1402 هـ  | الموافق 15 نوفمبر 1981م، ودفن في قم بجوار مرقد السيّدة فاطمة المعصومة (سلام الله عليها) بنت الامام الكاظم (عليه السلام). وقد كانت آخر كلماته التي ما فتئ يردّدها قبل أن يُسلِّم الروح: «أنا محتاج، أنا محتاج، أنا محتاج...».

## انظر ايضاً
- نوري الهمداني
- محمد مفتح

## وصلات خارجية
- الميزان في تفسير القرآن للعلامة السيد محمد حسين طباطبائي
- المتقين موقع المعارف الإسلاميّة الشامل